# 杵屋佐之忠
杵屋 佐之忠（きねや さのただ、1929年5月21日 - 2017年4月6日）は、長唄三味線方・付け師。本名は廣瀬 忠夫。
滋賀県大津市で生まれ、大阪府で育つ。1947年、疎開先の栃木県日光市で杵屋栄暁に入門。1949年に上京し初世・杵屋佐之助に師事。1949年9月、杵屋忠雄の名で歌舞伎初舞台。1955年、杵屋佐之忠を允許。以降、2017年まで付け師として前進座歌舞伎に携わる。

## 経歴
- 1947年（昭和22年）疎開先の栃木県日光市で三味線の音に惹かれ、杵屋栄暁に入門。
- 1948年（昭和23年）宇都宮にて初舞台。
- 1949年（昭和24年）
  - 上京し、初世・杵屋佐之助に師事。
  - 9月 - 劇団前進座に所属となり、飯田市常盤劇場にて杵屋忠雄の名で黒御簾の三味線方として歌舞伎初舞台。
- 1951年（昭和26年）6月 - 劇団前進座地方公演『幡随院長兵衛』にて初の黒御簾立三味線。
- 1952年（昭和27年）
  - 3月 - 付け師としての初舞台は劇団前進座公演『佐倉義民伝』
  - 9月 - 劇団前進座公演『種まき三番叟』にて初の出囃子の立三味線。
- 1955年（昭和30年）杵屋佐之忠を允許。
- 1990年（平成2年）フリーとなり、劇団前進座の付け師のほか、歌舞伎音楽研究会『黒御簾塾』、演奏会『談話室・佐之忠』ほか、講演会、ラジオ深夜便出演など活動の幅を広げる。

## 主な作品（作曲）
『蛸』『祇王寺物語』など

## 主な作品（付け）
『魚屋宗五郎』『佐倉義民伝』『お染の七役』『人情噺・文七元結』『不破』『奴の小万・裾模様沖津白浪』『東海道四谷怪談』『三人吉三廓初買』『土蜘蛛退治』『髪結新三』『春若丸』『唐茄子屋』『鳴神』『冥途の飛脚』『本町糸屋の娘』など（劇団前進座）
『怪談・牡丹燈籠』（文学座）ほか

## 主な作品（出版物）
- CD『芝居名せりふ・歌舞伎音楽集』一・二（演劇出版社）
- CD『歌舞伎十八番・鳴神・音楽集〜杵屋佐之忠編』
- 著書『演劇論講座Ⅵ』（汐文社）
- 著書『黒御簾談話』（演劇出版社）